# پسر کوچک (فیلم)
پسر کوچک (انگلیسی: Little Boy) یک فیلم سینمایی آمریکایی- مکزیکی در ژانر درام و فیلم جنگی به کارگردانی و نویسندگی آلخاندرو گومس مونته‌برده که در سال ۲۰۱۵ منتشر شد.

## داستان
در طول جنگ جهانی دوم، یک پسر ۸ ساله حاضر است هر کاری انجام دهد تا بتواند به جنگ خاتمه دهد و پدرش را به خانه برگردد. این فیلم داستان عشق وصف ناپذیر یک پدر و پسر به یکدیگر است…

## نسخه بازسازی
در سال ۲۰۱۷ یک فیلم سینمایی هندی با نام لامپ مهتابی با بازی سلمان خان منتشر شد، که نسخه بازسازی همین فیلم است.